# Старые Богородчаны
Ста́рые Богородча́ны (укр. Старі Богородчани) — село в Ивано-Франковском районе Ивано-Франковской области Украины. Административный центр Старобогородчанской сельской общины. До 2020 года входило в состав Богородчанского района.
Население по переписи 2001 года составляло 3569 человек. Занимает площадь 32 км². Почтовый индекс — 77712. Телефонный код — 03471.
В 2013 году в селе Старые Богородчаны открыли солнечную электростанцию Богородчанская-1 мощностью около 3 млн кВт/ч в год.